# ICE-T
Les DBAG Classe 411 et Classe 415, communément appelé ICE-T, sont des rames électriques pendulaires à grande vitesse à unités multiples, en service sur les réseaux ferrés de la Deutsche Bahn, mais également sur les réseaux autrichien et suisse.

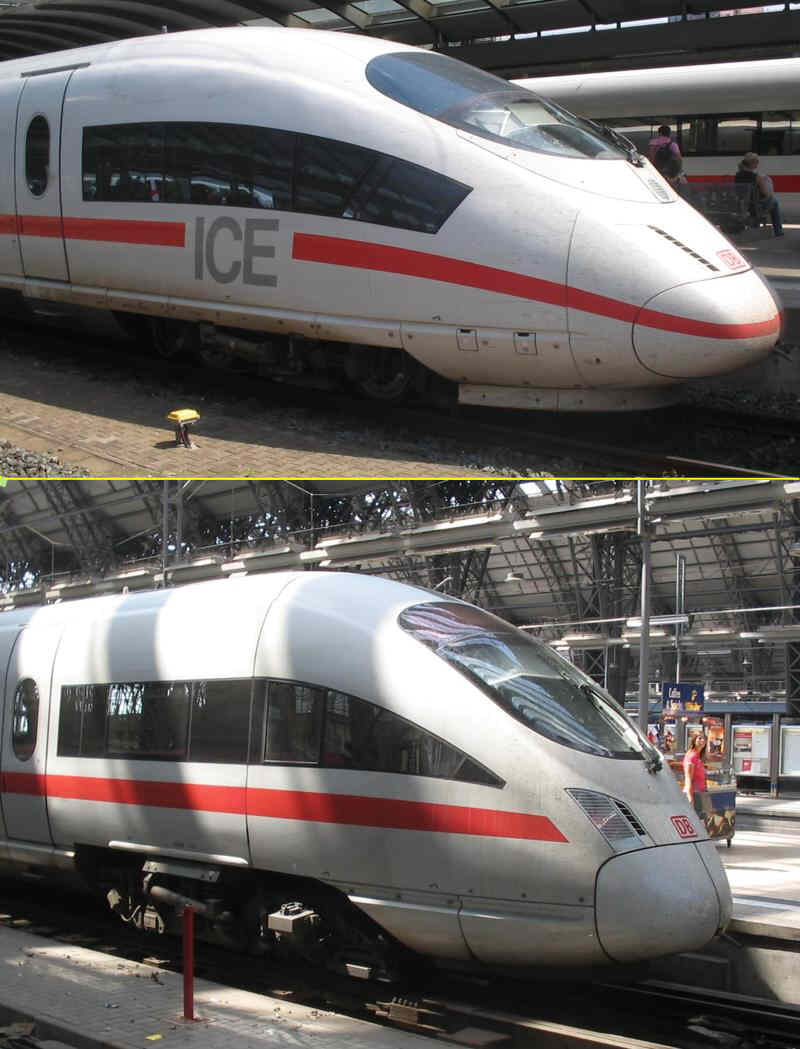
ICE 3 (en haut) et ICE T (en bas)

## Développement
À la suite de la réussite des liaisons Intercity-Express en Allemagne en 1991 et dans le but de développer les ICE 2, à partir de 1994, la DB a lancé le projet d'améliorer les services longue distance en utilisant des lignes ferrées classiques, avec un meilleur confort et des vitesses plus élevées. Ce projet verra l'utilisation des rames à unités multiples électriques pour remplacer les trains tirés par des locomotives : liaisons InterCity (IC) et InterRegio (IR). La DB a baptisé le projet IC T, avec un «T» signifiant Triebzug (unité multiple). 
Plus tard, la Deutsche Bahn a également été convaincue de la nécessité de disposer d'unités similaires pour ses lignes non électrifiées, et a lancé le projet ICT-VT, avec "VT" pour Verbrennungstriebwagen (unité à moteur à combustion). Cette évolution a abouti aux rames ICE TD. Deutsche Bahn ayant mené de front le développement des unités ICE 3, IC-T et ICT-VT, les trains ont le même style général. 
Techniquement, les trains partagent un grand nombre de composants attendu que leur conception est similaire, comme la traction répartie, afin de réduire la charge par essieu, point très important pour les trains pendulaires, et d'accroître l'effort de traction. La décision a également été prise de créer des trains de deux longueurs différentes, cinq voitures (classe 415) et sept voitures (classe 411). Des combinaisons permettent une variété de la longueur des trains avec un maximum de trois rames couplées. Les combinaisons possibles sont : 5, 7, 10, 12, 14, 15 voitures au total.

## Production
En 1994, Deutsche Bahn a passé une commande pour 43 rames automotrices électriques, 32 avec 7 voitures et 11 avec 5 voitures. 
Les trains ont été produits par un consortium composé de DWA (racheté ensuite par Bombardier Transport), Siemens, Düwag et Fiat Ferroviaria. DWA a produit les voitures d'extrémité, Düwag a produit les voitures centrales, Siemens a fourni l'électronique et d'autres parties mécaniques, Fiat Ferroviaria a fourni les parties principales : les bogies et surtout la technologie pendulaire. 
La technologie pendulaire brevetée par Fiat Ferroviaria est un système à vérins hydrauliques basé sur celui des fameux trains Pendolino ETR 460 et ETR 470 de deuxième génération. Dans les bogies des Pendolino, un seul essieu est moteur. Dans la classe 411 et 415 des rames de la DB, l'essieu à l'intérieur des deux bogies est motorisé (configuration (1A)'(A1)'). 
Après que le gouvernement allemand ait définitivement abandonné le projet d'une liaison Transrapid (Train à sustentation magnétique) entre Hambourg et Berlin, la Deutsche Bahn a décidé de moderniser sa ligne ferroviaire conventionnelle entre les deux villes pour garantir une vitesse d'exploitation de 230 km/h. Pour assurer cette liaison et augmenter la capacité sur les autres lignes, en 2002, DB a commandé 28 autres rames de sept voitures à un consortium constitué des mêmes entreprises, mais dirigé par Siemens. Les principaux changements ont visé à réduire les coûts. 

### Classe 411
La deuxième caisse (411.1), la troisième (411,2), la cinquième (411.7) et la sixième (411.6), sont motorisées, les caisses d'extrémité (411.0 et 411.5), abritent les transformateurs alimentant les deux éléments moteurs suivants. Ainsi, chaque rame est constituée de deux unités de puissance de trois éléments moteurs, plus une voiture sans moteur au milieu (411,8). La caisse du milieu peut être enlevée, et théoriquement les rames peuvent être complétées par une voiture supplémentaire au milieu. 

### Classe 411, deuxième série
Les trains de la seconde série (avec les numéros 411 x51 et 411 x78) comportent un certain nombre de petites modifications, principalement destinées à réduire les coûts d'achat et d'entretien. Les différences les plus visibles de l'extérieur ont été la suppression d'une bande de verre teinté sous les fenêtres, et les phares de la motrice. Les différences les plus apparentes à l'intérieur sont la suppression de la radio de bord et le remplacement du restaurant par un bar. Les rames offrent 8 places supplémentaires portant le total à 390. 

### Classe 415
Chaque train de cinq caisses comporte trois voitures motorisées au milieu (415.1, 415.7, 415.6) entre deux caisses d'extrémité (415,0, 415,5) transformateurs de transport. 
Six rames sont destinées aux lignes intérieures, les cinq autres (415 x80 à 415 x84) étaient destinées à des services internationaux vers la Suisse. En conséquence, elles ont été équipées du système de sécurité ferroviaire suisse et de pantographes étroits pour le réseau suisse. 
La première rame classe 415 a été assemblée durant l'été 1998. Les essais avec le système de pendulation active ont débuté en Octobre 1998. La première rame classe 411 a été livrée au début de l'année 1999. 
Peu de temps avant son entrée en service, le nom du produit des trains a été changé en ICE T, avec le "T" pour Tiliting l'appellation anglaise de Train pendulaire. Dans le même temps, l'ICT VT est devenu ICE TD.

## Mises en service
Les rames Classe 415 sont entrées en service le 31 mai 1999, d'abord entre Stuttgart et Zurich. Les rames Classe 411 sont entrées en service le 19 décembre 1999 entre Berlin et Düsseldorf via Magdebourg. Plus tard, les liaisons  Berlin-Munich et Francfort-Leipzig-Dresde ont été ajoutées. 
Au petit matin du 6 janvier 2004, une rame (numéro 411 x06) a brûlé. Seules les voitures d'extrémité sont restées intactes, et ont été réutilisées en remplacement temporaire de voitures d'extrémité endommagées. 
À partir du mois de Décembre 2004, la DB a réceptionné la deuxième série de 28 rames classe 411. Elles furent mises en service sur la ligne mise à niveau entre Berlin et Hambourg. C'était la première fois qu'un ICE T aura atteint la vitesse de pointe de 230 km/h en service régulier. La DB accepté les trains supplémentaires seulement après que leur fiabilité ait été prouvée en service. Les trains ont été commandés avec un bar au lieu d'un restaurant mais, à partir de 2007, toutes les rames ont été réaménagées avec un restaurant. 
Lorsque la capacité des rames circulant en Suisse, à cinq caisses, est devenue insuffisante pour les services Stuttgart-Zurich, en 2006, les rames classe 415 ont été remplacées par des rames classe 411. 
Depuis le changement d'horaire fin 2007, parmi les 15 rames classe 411 modifiées pour le service en Autriche, trois d'entre elles ont été vendues aux chemins de fer autrichiens, ÖBB, qui les baptisera classe 4011. 

### Interruption de service
Le 24 octobre 2008, la DB a retiré provisoirement tous les trains ICE-T du service après qu'une fissure ait été décelée dans un essieu. Toutes les rames furent inspectées pour détecter des fissures semblables et réparer si nécessaire avant de reprendre du service. Après consultation du fabricant des éléments incriminés, Siemens, la DB pris la décision de reporter la remise en service des rames en raison "des informations peu claires" sur l'espérance de vie des essieux
Au début du mois de Novembre 2008, un quart des rames a été remis en service. Les tests par ultrasons progressaient à une cadence de deux trains par semaine. Tous les trains devaient être testés d'ici Février 2009. 
En Janvier 2009, le chef de la direction de la DB, Hartmut Mehdorn a suggéré que les essieux devraient tous être remplacés. Le développement, la production et l'installation des nouveaux essieux prendra deux ans

## La version ÖBB 4011

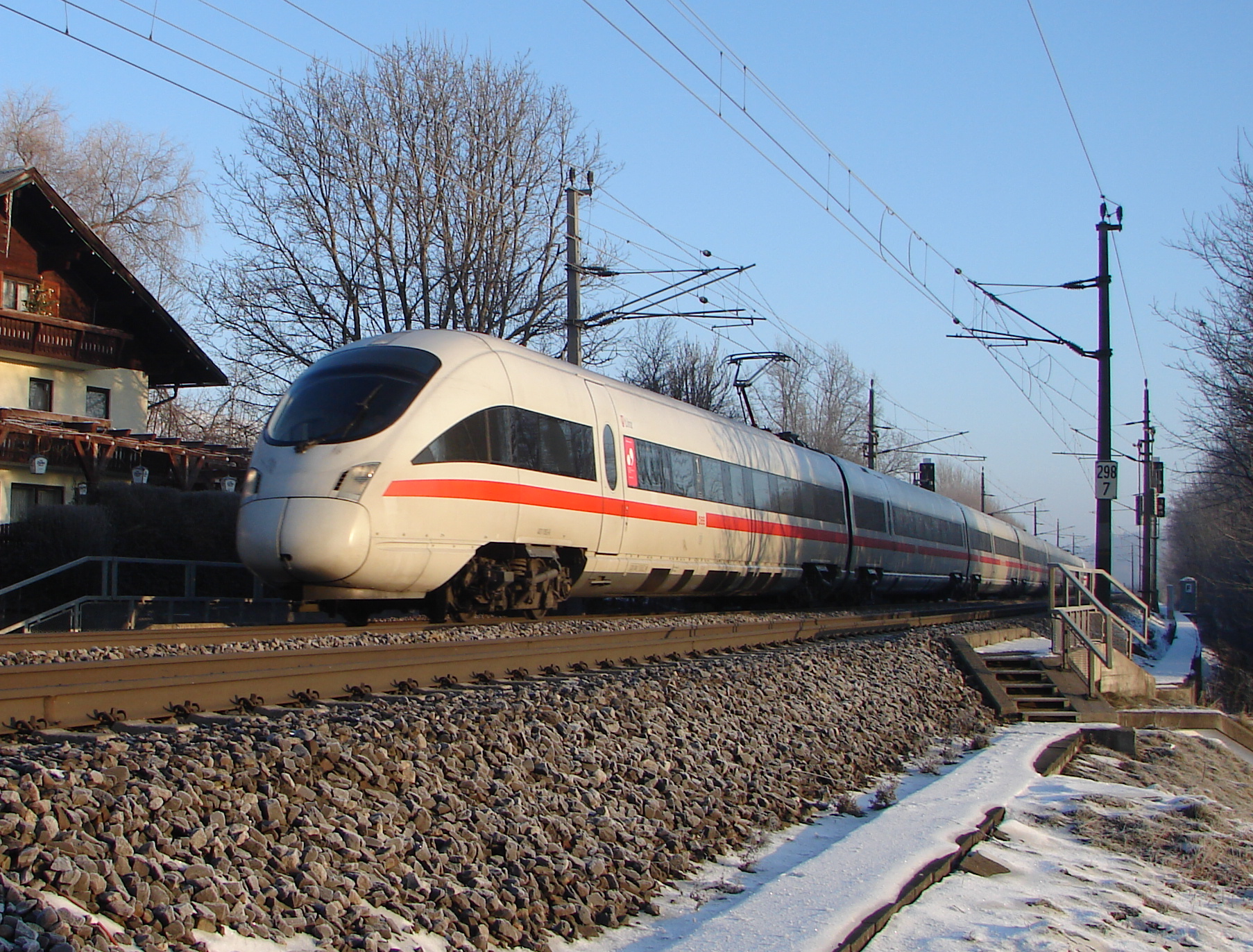
ÖBB 4011 092 ex DB ICE T 411 près de Seekirchen Wallersee en Autriche

Trois rames classe 411 de la première série ont été vendues aux chemins de fer Autrichiens ÖBB et ont été rebaptisées ÖBB 4011. Les rames ont subi quelques modifications.